# 单位圆盘

从上到下：欧几里得度量、出租车度量与切比雪夫度量中的开单位圆盘。

数学中，绕平面上给定点 P 的开单位圆盘（open unit disk），是与 P 的距离小于 1 的点集合：
{\displaystyle D_{1}(P)=\{Q:\vert P-Q\vert <1\}.\,}
绕 P 的闭单位圆盘（closed unit disk）是与 P 的距离小于或等于 1 的点集合：
{\displaystyle {\bar {D}}_{1}(P)=\{Q:|P-Q|\leq 1\}.\,}
单位圆盘是圆盘与单位球体的特例。
若无其它修饰语，术语单位圆盘用于绕原点关于标准欧几里得度量的开单位圆盘 {\displaystyle D_{1}(0)}。它是以原点为中心的半径为 1 的圆周的内部。这个集合可以与所有绝对值小于 1 的复数等价。当视为复平面 C 的一个子集时，开单位圆盘经常记作 {\displaystyle \mathbb {D} }。

## 开单位圆盘、平面、上半平面
函数
{\displaystyle f(z)={\frac {z}{1-|z|^{2}}}}
是一个从开单位圆盘到平面的实解析双射函数；它的逆函数也是解析的。作为实二维解析流形，从而开单位圆盘同构于整个平面。特别地，开单位圆盘同胚于整个平面。
但在开单位圆盘与整个平面之间没有共形双射函数。作为一个黎曼曲面，从而开单位圆盘与复平面不同。
在开单位圆盘与开上半平面之间存在共形双射。所以作为黎曼曲面，开单位圆盘（双全纯或共形等价）同构于上半平面，两者经常是可以互换的。
更一般地，黎曼映射定理指出复平面的每个单连通开子集若不同于复平面自己则有到开单位圆盘的一个共形双射。
一个从开单位圆盘到开上半平面的共形双射是莫比乌斯变换
{\displaystyle g(z)=i{\frac {1+z}{1-z}}.}
几何上，我们可想象实轴弯曲收缩使得上半平面成为圆盘的内部而实轴成为圆盘的边界，只在最上面留下无穷远点。从单位圆盘到上半平面的一个共形双射也可构造为两个球极平面投影的复合：首先去单位球面的南极点作为投影中心，单位圆盘向上球极投影到单位上半球面；然后这个半球面投影到与该球面相切的一个竖直半平面，取投影中心为切点在球面上的对径点。
单位圆盘与上半平面作为哈代空间不是可互换的区域。这个差别是因为单位圆周有有限（一维）勒贝格测度但实直线不是。

## 拓扑概念
如果考虑作为带有标准拓扑的平面的子空间，开单位圆盘是一个开集，而闭单位圆盘是一个闭集。开或闭单位圆盘的边界是单位圆周。
开单位圆盘与闭单位圆盘不是微分同胚的，因为后者是紧集而前者不是。但是从代数拓扑的视角来看他们有许多同样的性质：两者都是可缩的从而同伦等价于一个单点。这意味着他们的基本群平凡，且所有同伦群除了第零个同构于 Z 之外都是平凡的。一个点（从而对开或闭圆盘也对）的欧拉示性数等于 1。
任意从闭单位圆盘到自身的连续映射至少有一个不动点（我们甚至不要求双射或满射）；这是布劳威尔不动点定理 n=2 的情形。这个论断对开单位圆盘不成立：考虑映射
{\displaystyle f(x,y)=\left({\frac {x+{\sqrt {1-y^{2}}}}{2}},y\right),\,}
它将开单位圆盘的每个点稍微向右移动。
开单位圆盘的单点紧化同胚于球面：想象开单位圆盘的边界向上弯曲收缩，直到它成为一点；这说明开单位圆盘同胚于去掉北极点的球面；添上那点成为（紧）球面。

## 双曲空间
通过开单位圆盘上引入一个新度量（庞加莱度量），开单位圆盘常常作为双曲平面的一个模型。利用如上提到的开单位圆盘与上半平面的共形映射，这个模型可转换成双曲平面的庞加莱半平面模型。庞加莱圆盘与庞加莱半平面都是双曲空间的共形模型，即模型中的角度与双曲空间中的角度相同，从而保持了小图形的形状（但不保持尺寸）。
双曲平面的另一个模型也是构造在开单位圆盘上：克莱因模型。它不是共形的，但这个模型中的直线对应于双曲空间中的直线。

## 关于其它度量的单位圆盘
数学中也考虑关于其它度量的单位圆盘。例如关于出租车度量与切比雪夫距离的圆盘看起来像正方形（但它们的拓扑与欧几里得情形是一样的）。
欧几里得圆盘的面积是 π而周长是 2π。与之相比地是，出租车几何中单位圆盘的周长（相对于出租车度量）是 8。1932年，Stanisław Gołąb 证明了在由一个范数给出的度量中，单位圆盘的周长可取 6 与 8 之间的任何值，且得到极值当且仅当单位圆盘分别是正六边形与平行四边形。